# Radiologia
Radiologia é o ramo ou especialidade da medicina, da odontologia, da indústria, forense entre outras áreas que utiliza as radiações para a realização de diagnósticos, controle e tratamento de doenças. Ela permite a visualização de ossos, órgãos ou estruturas através do uso de radiações (sonoras, eletromagnéticas ou corpusculares), gerando desta maneira uma imagem. Nas últimas décadas foram acrescentados novos métodos de imagem como a  tomografia computadorizada, a mamografia, a ultrassonografia e a ressonância magnética nuclear. Esses novos equipamentos e muitos outros avanços vieram a contribuir para tornar essa área ainda mais interessante.

## História
Ao final do século 19, mais precisamente ao cair da noite de uma sexta-feira, 8 de novembro de 1895, o Professor físico alemão, Wilhelm Conrad Röntgen, quando trabalhava em seu laboratório na Baviera, sul  da Alemanha, estudando o tubo de raios catódicos, descobriu acidentalmente os raios x.

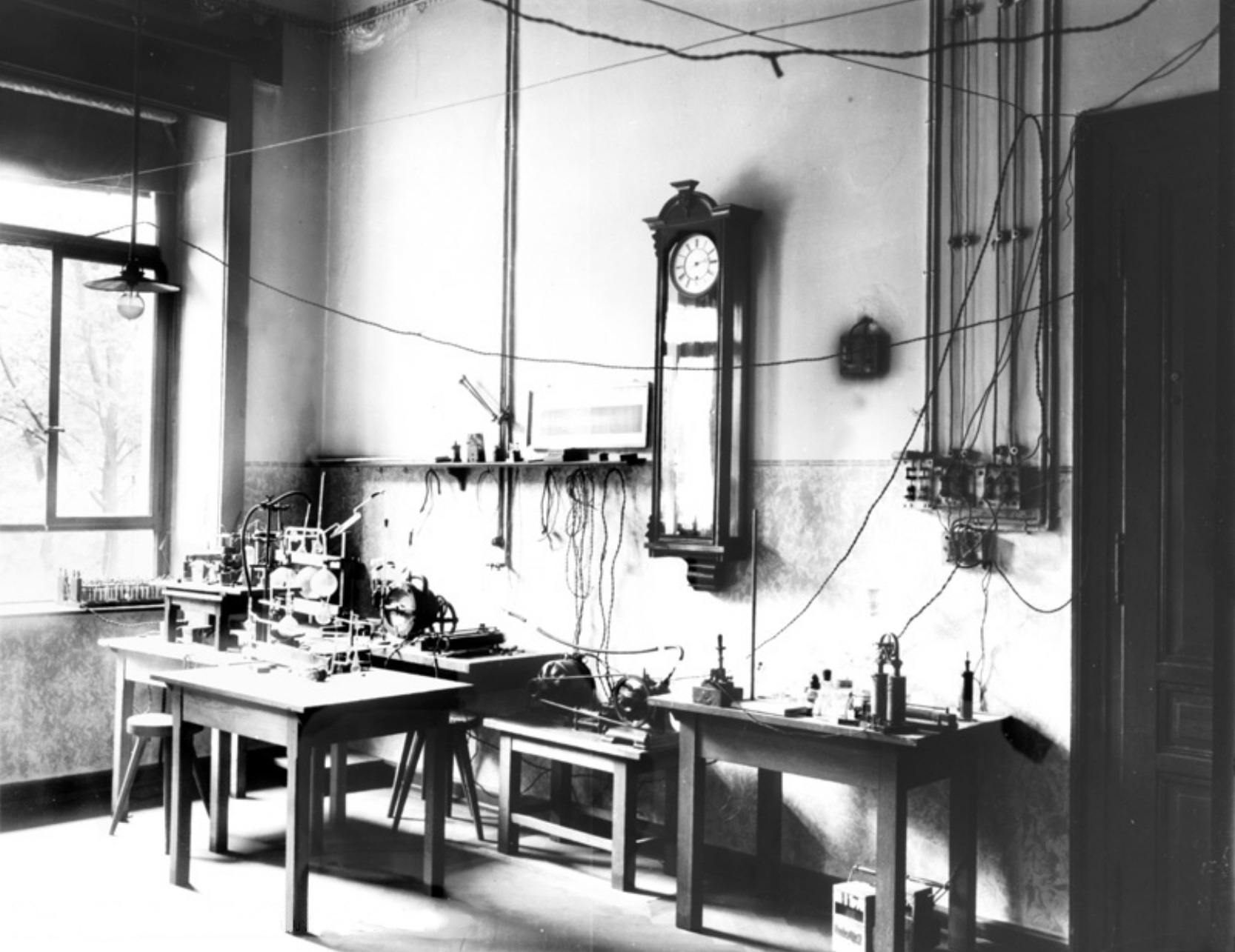
Laboratório de Röntgen.

Observando a fluorescência emanada de uma placa de papelão recoberta com platinocianeto de bário, na sala escura, este professor, aos cinquenta anos de idade, investigador brilhante, perfeccionista e astuto, fez uma das mais importantes descobertas científicas da humanidade.
Voltando a Wurzburg em 1888, após ter lecionado física em Estrasburgo, matemática em Hohenhein, física em Giessem, sentia-se realizado, pois esta mesma Universidade que agora o convidava para a direção do Instituto de Física, havia lhe negado a livre docência 16 anos antes.

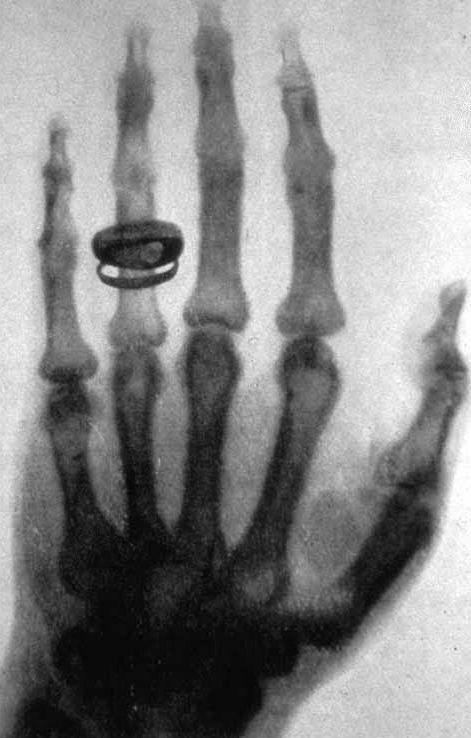
Uma radiografia feita por Röntgen.

As descargas elétricas em tubos de gás eram o grande tema das pesquisas da época e reservou, no novo prédio do Instituto que dirigia, duas salas ao fundo do grande  saguão de entrada, com janelas dando para os jardins, para suas experiências neste campo. Para lá foram levados, em outubro de 1888, uma bobina de Rumkorff, uma bomba vácuo, tubos Hittorff-Crookes, tubos Lenard, enfim, o equipamento necessário para este tipo de pesquisa.
A passagem da corrente de alta tensão através dos tubos Hittorff-Crokes causava uma luminescência muito intensa no interior do tubo e como pretendia testar a fluorescência do platinocianeto de bário que era muito fraca, cobriu cuidadosamente o tubo com papelão preto de tal maneira que a luminosidade do tubo não impedisse a visualização de outros fenômenos. Ao escurecer a sala para verificar se o tubo estava bem impermeável à luz e ligando a bobina de Rumkorff que fornecia a alta tensão para o tubo, notou uma tênue fluorescência sobre a bancada a quase um metro de distância. Como o tubo estava altamente recoberto com papel preto aquela luz não podia ser devida a reflexos e sim, que a placa de substância fluorescente emitia luz porque estava sendo atingida por algum tipo desconhecido de radiação, que originando-se no interior do tubo atravessava o invólucro opaco à luz e causava aquela fluorescência. Raios catódicos que atravessavam uma finíssima lâmina de alumínio nos tubos Lenard também produziam já se sabia, fluorescência no écran de platinocianeto de bário, porém apenas a alguns centímetros do tubo e jamais àquela distância agora notada.

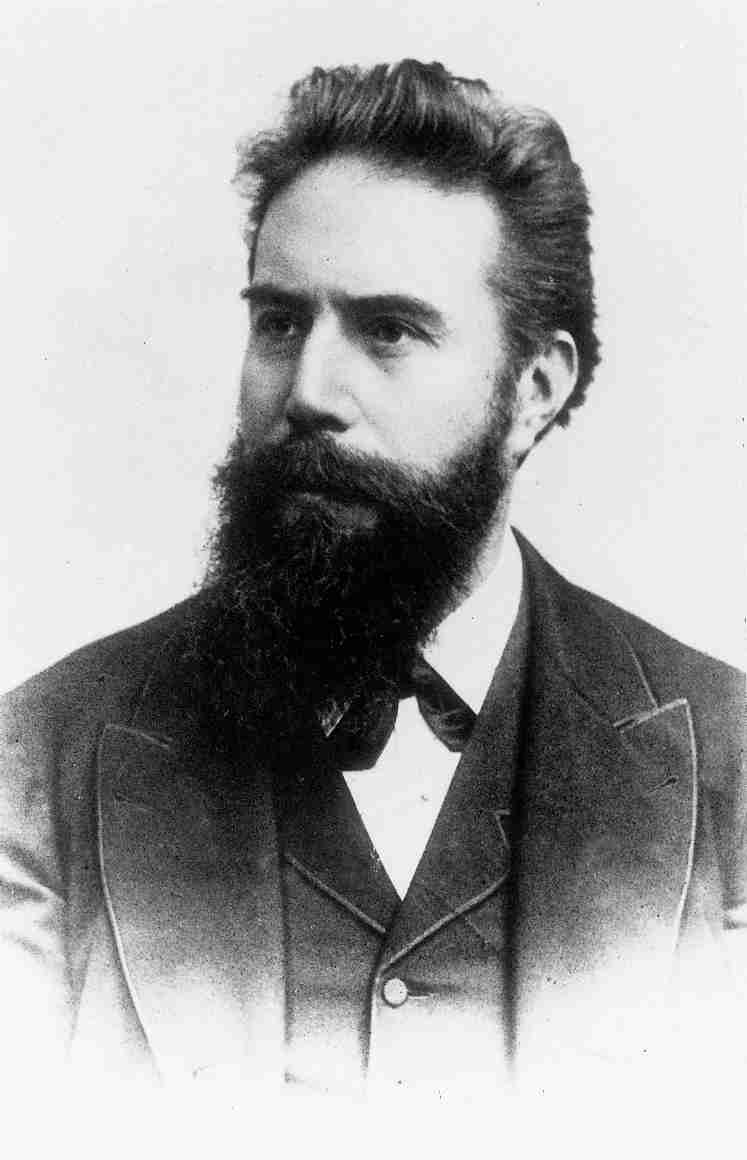
Wilhelm Conrad Röntgen (1845--1923).

Fascinado por esta observação passou todo o fim de semana trancado no laboratório onde comia e dormia, e no qual, em experimentos com o material que dispunha à mão, investigou a capacidade destes raios de penetrar em corpos opacos à luz interpondo entre o tubo e a placa praticamente o que pudesse encontrar.
Sabendo que os raios catódicos sensibilizavam filmes fotográficos, investigou para saber se estes raios, que ele agora descobria, também tinham esta propriedade. Pedaços de diferentes metais, livros, pesos de balança, sua espingarda de caça, foram um a um radiografados então.
Havendo notando que enquanto segurava os objetos entre o tubo e écran de platinocianeto de bário tinha visto a imagem dos ossos de sua mão, Rontgen decidiu investigar sobre este assunto para isto convenceu D. Bertha, sua esposa, a colocar a mão sobre um filme fotográfico em chassi de papel e ligou o tubo durante 15 minutos. O filme revelado mostrou claramente a imagem dos ossos e uma nova era na ciência estava inaugurada.
Ciente da importância de sua descoberta, que ele chamou de raios X por não saber realmente do que es tratava, sendo X a incógnita da matemática, Prof. Röntgen passou os últimos dias de dezembro a redigir o artigo que submeteu ao Secretário da Sociedade Físico-Médica de Wurzburg, solicitando sua publicação no SITZUNGSBERICHTE da Sociedade, embora não tivesse o trabalho sido apresentado em uma das reuniões da Sociedade. Assim foi feito e no exemplar de dezembro de 1895 daquela revista saiu publicado o "EINE NEURE ART VON STRAHLEN" (sobre uma nova espécie de raios).
Nele, o autor descreve minuciosamente suas experiências e observações e relata que:
1. Os raios X atravessam corpos opacos à luz;
2. Provocam fluorescência em certos materiais;
3. A radiopacidade dos corpos é proporcional à sua densidade e para aqueles de mesma densidade, à espessura;
4. São invisíveis;
5. Não são refratários, nem refletíveis, nem podem ser focalizados por lentes;
6. Não são defletidos por campos magnéticos;
7. Os raios X originam-se do ponto de impacto dos raios catódicos no vidro do tubo de gás;
8. Os raios X propagam-se em linha reta;
9. Não sofrem polarização.

Por este trabalho recebeu em 1901 o primeiro Prêmio Nobel de Física.
Mais de vinte e cinco anos se passaram antes que novas características destes raios fossem descobertas.
Após a comunicação nos meios científicos, centenas de trabalhos foram publicados apenas no primeiro ano após a descoberta, mesmo porque os laboratórios de física da época estavam equipados para produzi-los.
Cerca de 20 dias após a comunicação de Röntgen, Dr. Otto Walkhoff, de Braunschweig, Alemanha, fez a primeira radiografia dental. Esta foi conseguida usando uma placa de vidro com emulsão fotográfica, envolvida em papel preto e lençol de borracha. A radiografia  foi tomada de sua própria boca com um tempo de exposição de 25 minutos.

## Radiações

### Radiações corpusculares
Como o próprio nome já indica, são a propagação de energia sob a forma de corpúsculos ou partículas. Em outras palavras: possuem massa.
Sua energia depende desta massa e da velocidade de propagação podendo ser expressada pela formula:
{\displaystyle E={\frac {m*v^{2}}{2}}}
Onde: E = energia; m = massa; v = velocidade
portanto, a energia de uma radiação corpuscular é diretamente proporcional à sua massa, aumentando quando esta for maior e também quadruplicando quando se dobra a velocidade ou aumentando de nove vezes quando se triplica a velocidade.
Entre estas radiações corpusculares e de maior interesse para nós, estão as partículas sub-atômicas, como elétrons, prótons, partículas alfa (núcleos de hélio).
De particular interesse para a radiologia são os elétrons, partículas sub-atômicas de carga elétrica negativa, e que são chamados de raios catódicos quando acelerados no interior dos tubos de raios X ou raios beta quando são emitidos por núcleos de elementos radioativos. Os raios, que partindo do cátodo (catódicos) atravessam o tubo indo chocar-se com o vidro do lado oposto, ali produzindo os raios que Röntgen chamou de raios X, eram feixes de elétrons em movimento, acelerados pela bobina de Rumkorff.

### Radiações eletromagnéticas
Este outro tipo de propagação de energia através da matéria ou espaço difere fundamentalmente do anterior, porque neste, a energia se transmite através de uma combinação de um campo elétrico e um campo magnético que  variam em função do tempo e do espaço. Não há, portanto, participação de massa de corpúsculo, sendo em última análise a transferência de energia  de um ponto a outro, sem nenhum meio que contenha massa.
Transmite-se sob forma de ondas com picos máximos e mínimos, e esta oscilação é representada pela frequência em ciclos que traduzem o número de vezes por segundo em que variamos campo elétrico e magnético que a acompanham. A frequência é expressa em Hertz (ciclos p/seg).
Sua energia é calculada diferentemente daquela das radiações corpusculares pelo simples fato de que as radiações eletromagnéticas não possuem massa.
A formula para cálculo de sua energia é:
{\displaystyle E={h*f}}
Onde: E = energia, h = constante de Plank (6.6256 x 10 −27 erg/seg), f = frequência.
Sendo h uma constante é fácil compreender-se que a energia das radiações eletromagnéticas é diretamente proporcional à sua frequência.
Um ciclo completo da oscilação é chamado de comprimento de onda e este é inversamente proporcional à frequência, sendo, portanto menor quando aquela aumenta, ou maior, quando a frequência diminui.

## Divisão
A radiologia está dividida em especialidades, tais como:
- Radiologia médica: Para estudos de órgãos e estruturas de humanos, como exame complementar de diagnóstico ou como método de intervenção terapêutica.
- Radiologia odontológica:Para estudos da odontologia.
- Radiologia veterinária: Para estudos dos animais.
- Radiologia metalúrgica: Para estudos de peças,placas e soldas.
- Radiologia esterilização: No tratamento de eliminação de bactérias e fungos.
- Radiologia ambiental: Para atenções dadas ao tratamento de solos.
- Radiologia científica: No que se refere a docência, estudos e pesquisas.
- Radiologia alimentícia: No tratamento de eliminação de bactérias e fungos na área alimentícia. Nesta área é preciso se tomar um grande cuidado pois a radiação usada e de alta pontência na casa de (10 MeV), para matar todo e qualquer tipo de fungos e bactérias. O problema e que eleva o preços dos alimentos. A durabilidade dos alimentos aumenta 1/3 para muitos alimentos ex: cebola de cabeça como conhecida.
- Radiologia de projetos: Quando envolve equipamentos médicos.

## Natureza da imagem
A imagem é produzida pelos raios X passando através de um objeto e interagindo com a emulsão do filme, o que resulta em um escurecimento deste. A extensão do escurecimento depende do número de raios X que atinge o filme, que, entre outros fatores, depende da densidade do objeto.
A imagem final pode ser descrita com uma imagem bidimensional composta de preto, de branco e de uma variedade de tons de cinza sobrepostos, sendo, algumas vezes, conhecida como gráficos de imagens. Entender a natureza de um gráfico de imagens e interpretar a informação nele contida requer o conhecimento de:

### Imagens radiográficas
A quantidade do feixe que é barrado(atenuado) por um objeto determina a densidade radiográfica das imagens:
- As imagens brancas ou radiopacas do filme representam as várias estruturas densas no interior do objeto que barram totalmente o feixe de raios X.
- As imagens pretas ou radio lúcidas representam áreas onde o feixe de raios X passou através do objeto e não foi totalmente barrado.
- Os tons de cinza representam áreas onde o feixe de raios X foi atenuado em um grau variado.

A densidade radiográfica final de qualquer objeto é consequentemente afetada pelo(a):
- Tipo específico de material de que o objeto é feito.
- Espessura ou densidade do material.
- Forma do objeto.
- Intensidade do feixe de raios X utilizado.
- Posição do objeto em relação ao feixe de raios X e filme.
- Sensibilidade do filme.

### Tecidos anatômicos tridimensionais
A forma, a densidade dos tecidos do paciente, principalmente dos tecidos duros, também afetam a imagem radiográfica. Dessa forma, quando se observam imagens bidimensionais, a anatomia tridimensional responsável pela imagem deve ser considerada. Um sólido conhecimento anatômico é obviamente um pré-requisito para a interpretação radiográfica.

### As limitações impostas pela imagem bidimensional e superposição de imagens
As principais limitações da análise de imagens bidimensionais de objetos tridimensionais são:
- Avaliação da forma total do objeto.
- Superposição das imagens e avaliação da localização e forma das estruturas no interior de um objeto.

## Qualidade da imagem
A qualidade da imagem e a quantidade de detalhes em uma radiografia dependem de diversos fatores, incluindo:
1. Contraste - a diferença visível entre os vários tons preto, branco e cinza.
2. Geometria da imagem - as posições relativas do filme, do objeto e do cabeçote de raios X.
3. Características do feixe de raios X.
4. Nitidez e resolução da imagem.

### Densidade radiográfica
Ar: área mais escura da radiografia (ex: pulmão)
Gordura: área pouquíssimo mais clara que o ar e facilmente confundida com a densidade água
Líquido (água)/Músculo: área mais clara que a densidade gordura (ex: fígado)
Osso: é a área esbranquiçada da radiografia (ex: costelas)
Metal: é a densidade mais esbranquiçada da radiografia, mais que a densidade osso (ex: corpos estranhos)
Alterações Radiográficas do Sistema Ósseo
Fratura de ossos longos
É definida como solução de continuidade da córtex óssea, resultado de um trauma, ossos debilitados, ou moléstias (neoplasias). A maioria das fraturas são facilmente reconhecidas nas radiografias, e normalmente ocorre a separação dos fragmentos fraturados. A linha de fratura aparece como uma área de radiolucência (densidade ar) entre os fragmentos.
Objetivo do Raio-x
Determinar o tipo de fratura e dano aos tecidos moles e articulações, demonstrar a posição e a relação entre os fragmentos permitindo optar pelo melhor tratamento, precisão da redução, progresso da consolidação.
Tipos de Fraturas
Aberta: comunicação entre a fratura e o meio externo
Fechada: não há comunicação com o meio externo
Incompleta: atinge apenas uma córtex do osso
- fissura
- galho verde

Completa: com apenas uma linha de fratura
- transversa
- oblíqua
- espiral

Dupla: com duas linhas de fraturas
Cominutiva: com três ou mais linhas de fratura
- avulsão
- em lasca
- patológicas

Epifisárias: classificação de Salter Harris
- I: deslizamento e separação da epífise
- II: fratura do fragmento metafisário
- III: fratura do fragmento epifisário
- IV: fratura do fragmento epifisário e metafisário
- V: fratura por compressão ou impactação do osso proximal e distal ==

## Produção de raio X

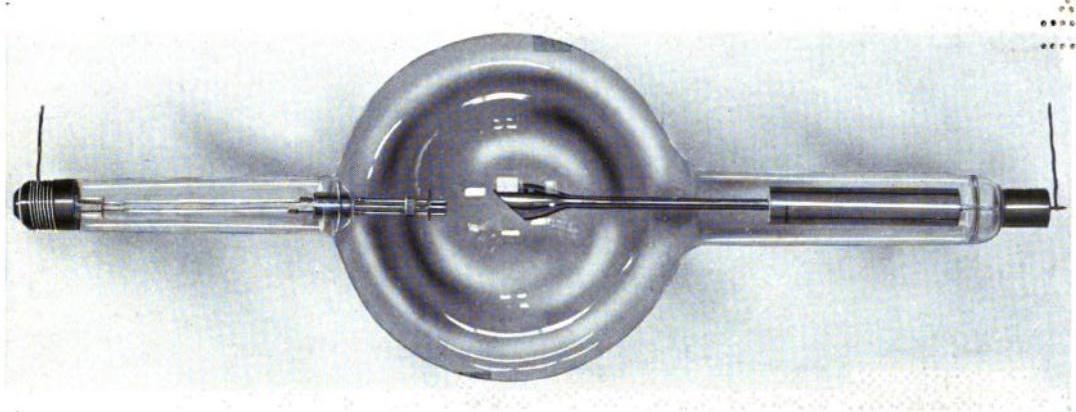
Tubo de Coolidge.

Os raios X são produzidos quando elétrons negativos (alta velocidade) bombardeiam um anteparo e são freados subitamente ao repouso. Isso acontece dentro de um pequeno envoltório de vidro a vácuo chamado de ampola de raios X.

## Características principais e exigências de uma ampola de raios X
- O cátodo (negativo) consiste em um filamento aquecido de tungstênio que proporciona a fonte de elétrons.
- O ânodo (positivo) consiste em um anteparo (um pequeno pedaço de tungstênio) colocado em um bloco de cobre em face angulada que permite a dissipação do calor.
- O dispositivo focalizador aponta o feixe de elétrons para a área focal no anteparo.
- A alta voltagem (Quilovoltagem, kV) conectada entre o cátodo e o ânodo acelera os elétrons do filamento negativo para o anteparo positivo. É também referida como kVp ou Quilovoltagem pico.

150

- A corrente (miliamperagem, mA) flui do cátodo para o ânodo. É a medida da quantidade de elétrons que estão sendo acelerados.
- Um revestimento de chumbo absorve os raios X não desejáveis como uma medida de proteção à radiação, uma vez que os raios X são emitidos em todas as direções.
- Óleo circundante facilita a dissipação o calor.

## Considerações práticas
A produção de raios X pode ser resumida com a seguinte sequência de eventos:
1. O filamento é eletricamente aquecido e uma nuvem de elétrons é produzida ao seu redor;
2. A alta voltagem (diferença de potencial) no tubo acelera os elétrons a uma velocidade muito grande em direção ao ânodo;
3. O dispositivo focalizador aponta o feixe de elétrons para a área focal no anteparo;
4. Os elétrons bombardeiam o anteparo e são freados subitamente ao repouso;
5. A energia perdida pelos elétrons é transferida em calor (cerca de 99%) ou raios X (cerca de 1%);
6. O calor produzido é removido e dissipado em todas as direções pelo bloco de cobre e pelo óleo circundante;
7. Os raios X são emitidos em todas as direções a partir do anteparo. Aqueles que atravessam a pequena janela no revestimento de chumbo constituem o feixe usado para propósito de diagnóstico.

## Interações do nível atômico
Os elétrons em alta velocidade que bombardeiam o anteparo produzem dois principais tipos de colisões com o átomo de tungstênio:

### Colisões com produção de calor
- O elétron incidente é defletido pela nuvem de elétrons da camada externa de tungstênio, com uma pequena perda de energia, na forma de calor.
- O elétrons incidente colide com um elétron da camada mais periférica (excitação) ou deslocando-o átomo (ionização), novamente com uma pequena perda de energia na forma de calor.

Pontos importantes
- Interações que produzem calor são as mais comuns porque existem milhões de elétrons incidentes e muitos elétrons na camada externa do tungstênio que podem interagir.
- Cada elétron individualmente que bombardeia pode se submeter a várias colisões com produção de calor resultando em uma quantidade considerável de calor no anteparo.
- O calor precisa ser removido rápida e eficientemente para prevenir danos no anteparo. Isso é alcançado ajustando o anteparo de tungstênio no bloco de cobre de alta capacidade térmica e boa condução de calor.

### Colisões com produção de raios X
- O elétron incidente penetra na camada de elétrons e passa perto do núcleo do átomo de tungstênio. O elétrons incidente tem sua velocidade reduzida drasticamente e é defletido pelo núcleo com uma grande perda de energia, a qual é emitida na forma de raios x.
- O elétron incidente colide com o elétron da camada interna do tungstênio deslocando-o para uma camada mais externa (excitação) ou deslocando do átomo (ionização),com uma grande perda de energia e subsequente emissão de raios X.

#### Espectro de raios X
As duas colisões que produzem raios X resultam na produção de dois tipos diferentes de espectro de raios X:

##### Espectro contínuo (Bremsstrahlung)
Os fótons de raios X emitidos pela rápida desaceleração dos elétrons que passam perto do núcleo do tungstênio são alguma vezes referidos como radiação Bremsstrahlung ou de freamento. A quantidade de desaceleração e o grau de deflexão determinam a quantidade de energia perdida pelo elétron. Uma grande faixa ou espectro de fótons de energia é produzida e é denominada espectro contínuo.
Pontos importantes
- Uma pequena deflexão dos elétrons que bombardeiam é o mais comum, produzindo muitos fótons de baixa energia.
- Fótons de baixa energia têm pouco poder de penetração e a maioria não irá sair do próprio tubo. Eles não irão contribuir para o feixe útil de raios X. Essa remoção dos fótons de baixa energia é conhecida como filtração.
- Deflexões maiores são menos prováveis de acontecer e, portanto, existem relativamente poucos fótons de alta energia.
- A máxima energia possível do fóton (E máxima) está diretamente relacionada com o tamanho da diferença de potencial (kV) ao longo do tubo de raios X.

##### Espectro característico
Seguindo a ionização ou excitação dos átomos de tungstênio pelo bombardeio de elétrons, os elétrons orbitais do tungstênio se rearranjam para retornar o átomo ao estado neutro ou fundamental. Isso envolve "pulos" de elétrons de um nível energético (camada) a outro, e resulta na emissão de fótons de raios X com energias específicas. Como relatado anteriormente, os níveis de energia ou camadas são específicas para qualquer átomo em particular. Os fótons de raios X emitidos do anteparo são portanto descritos como átomos de tungstênio característicos e formam o espectro característico ou linear. Os fótons lineares são denominados K e L, dependendo da camada da qual eles foram emitidos.
Pontos importantes
- Somente a linha K tem importância para diagnóstico uma vez que a linha L tem energia muito baixa.
- O bombardeamento de elétron deve ter energia suficiente (69,5kV) para deslocar um elétron da camada K do tungstênio para produzir a radiação característica. (A energia do elétron está diretamente relacionada de potencial [kV] no tubo de raios X.)

## Equipamento importantes para a produção de raios X

### Aparelho de raios X
Todos são compostos por três partes principais:
Cabeçote
Principais componentes do cabeçote são:
- Ampola de raios X.
- Transformador de alta tensão.
- Transformador de baixa tensão.
- Revestimento de chumbo.
- Óleo circundante.
- Filtro de alumínio.
- Colimador.
- Cilindro localizador.

Painel de controle e circuitos
Os principais componentes são:
- Interruptor liga/desliga e luz de aviso.
- Um marcador de tempo, que pode ser de três tipos:

1. Eletrônico.
2. Eletrônico-digital.
3. Mecânico (impreciso e não mais utilizado).

Um seletor de tempo de exposição, que pode ser:
1. Numérico, o tempo é selecionado em segundos.
2. Anatômico, a área do corpo a ser radiografada é selecionada e o tempo de exposição é ajustado automaticamante.

- Luzes de aviso e sinais sonoros para indicar quando os raios X estão sendo produzidos.
- O painel de controle pode ainda conter:

1. Seletor do tipo do filme (quanto à sensibilidade).
2. Seletor do tamanho do paciente.
3. Seletor de Quilovoltagem.
4. Interruptor de miliamperagem.
5. Ajuste de exposição para uma distância foco-pele longa ou curta.

Receptores de imagem
Geralmente filme radiográfico - necessário para detectar os raios X.

#### Aparelho de raios X odontológicos
Existem diversos aparelhos produtores de Radiação X para o uso na Odontologia. São similares aos médicos mas com propriedades diferentes, como a impossibilidade de mudança da quilovoltagem, cabendo ao fabricante fixar um valor para cada modelo. Em geral, o aparelho mais comum presente na maioria das clínicas odontológicas é o de radiografia periapical fixos ou móveis, podendo realizar diversos exames, mas restrito a exames intra-orais, tais como radiografias periapicais, interproximais e oclusais. Exames extra-orais devem ser realizados utilizando o equipamento de Radiografia Panorâmica. Este, presente apenas em Centros especializados em radiologia Odontológica devido ao seu grande tamanho e alto custo, realiza o exame de radiografia panorâmica. O mesmo aparelho quando equipado, pode realizar também radiografias de perfil, antero-posterior, e póstero-anterior.

### Requisitos ideais
O equipamento deve ser:
- Seguro e exato.
- Capaz de gerar raios X com uma escala desejada de energia e com adequados mecanismos para dissipação de calor.
- Pequeno.
- Fácil de manusear e posicionar.
- Estável, equilibrado e firme quando posicionado o cabeçote.
- Facilmente desmontado e armazenado.
- Simples de operar.
- Robusto.